# ヴォー・グエン・ザップ
ヴォー・グエン・ザップ（ベトナム語：Võ Nguyên Giáp / 武元甲 / 武原甲 / 武源甲、1911年8月25日 - 2013年10月4日）は、ベトナムの軍人、政治家。ベトナム共産党政治局員。ベトナム人民軍（QĐND）総司令官。最終階級は大将であった。
優れた軍事戦術家であったザップは機動性を重視した戦略を好み、その動きは神出鬼没と呼ばれた。フランスの植民地支配の際、ディエンビエンフーの戦いによって、フランス領インドシナからベトナムを解放し、ベトナム戦争ではベトナム人民軍の指導者としてアメリカ軍及び南ベトナム軍との戦いを指揮し、ベトナムを再統一する大きな原動力となった。その名采配から、西側諸国からは「赤いナポレオン」と呼ばれ

、ベトナム人民からは「ベトナム救国の英雄」として、ホー・チ・ミンと共に、深い敬愛と尊敬を集めた。

## 経歴

### 独立運動

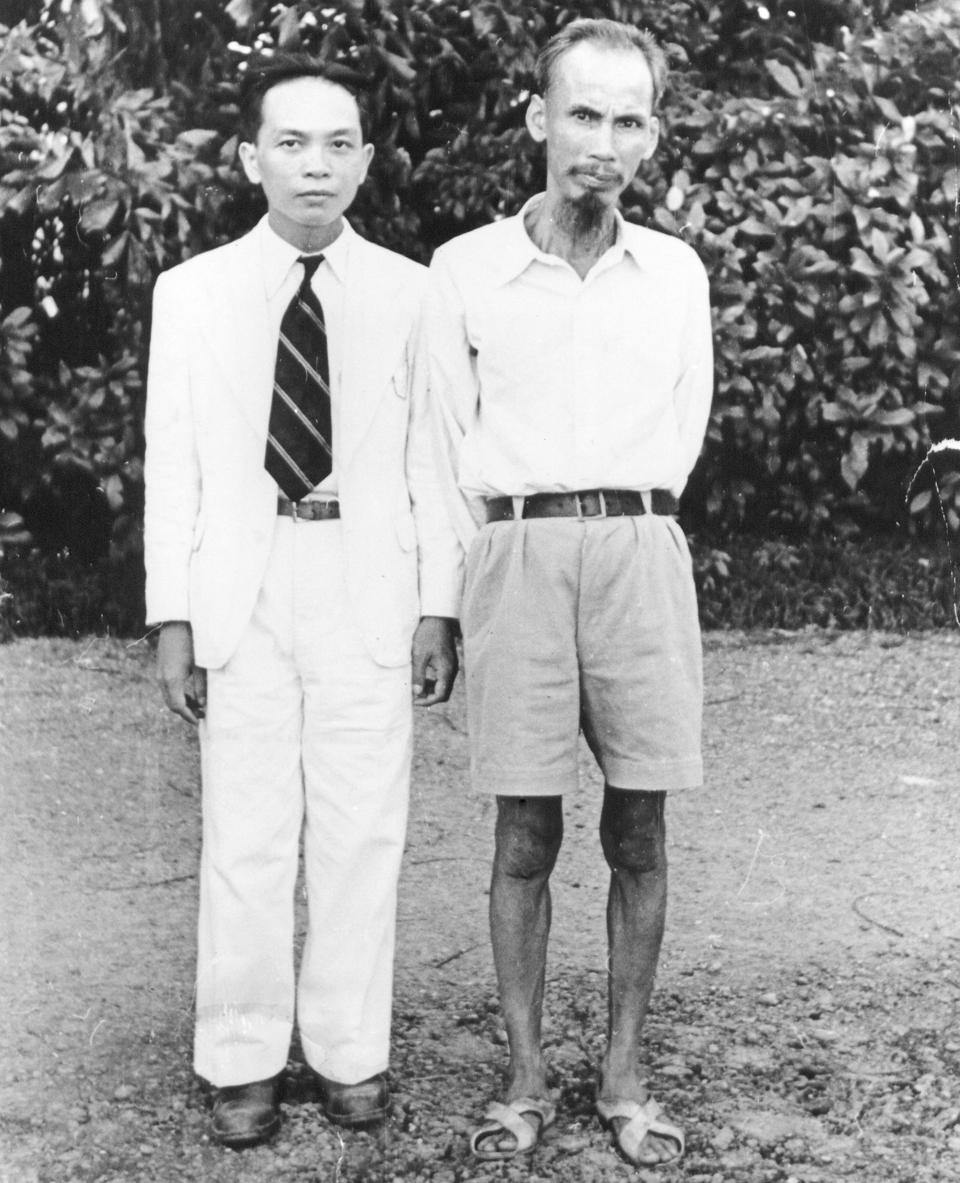
ザップとホー・チ・ミン（右）

1911年（1912年説あり）、フランス領インドシナのクアンビン省レトゥイ県に生まれる。父のヴォー・クアン・ギエム（Võ Quang Nghiêm、漢字:武光厳）と母のグエン・ティー・キエン（Nguyễn Thị Kiên、漢字:阮氏堅） は地主であり、何不自由ない幼少期を過ごした。
父は炭鉱職員として働く傍ら独立運動家でもあり、ザップが生まれる前にも2度独立運動に参加していた。しかし1919年、植民地政府の転覆計画にかかわったとして逮捕され、その数か月後に獄死した。また同時期にザップの姉も逮捕され、間もなく釈放されたものの数週間後に病死した。
兄から自宅で教育を受けたのち、1924年、当時の首都フエの国学（国立リセ）に入校した。この時、フエで「川辺の爺さん」と呼ばれていたファン・ボイ・チャウとも会っており、チャウの講義を聞いている。なお、のちに南ベトナムの大統領となるゴ・ディン・ジエム（父が学校の設立者）、ホー・チ・ミンも同学校の出身である。
しかし1926年、学生組織を組織したことで退学処分となり、帰郷。このころ、地下組織であった新ベトナム革命党に入党し、そこで共産主義思想に触れた。フエに戻ったザップは学生運動に身を投じるも逮捕。懲役2年の判決を受けラオ・バオ刑務所（en）に収監される。13か月後、証拠不十分で釈放 されたザップはインドシナ共産党に加入。反政府デモに参加したことで、2年間刑務所に服役する。
出所後の1933年、インドシナ大学（現ベトナム国家大学ハノイ校）（アルベール・サロ学校との説もあり）に入学 。法学と政治・経済を学んだ。
在学中、下宿先であった大学教授 の娘グエン・チー・ミン・ジャンと出会う。ともに独立運動に参加していた二人は相思相愛となり、1938年5月に結婚。翌年、一女ホン・アンをもうける。
在学中のザップは、学生運動に熱中するあまり学業をおろそかにしてしまい、行政法審判官の試験に落第してしまった。法律家としての将来を閉ざされたザップは、ハノイ市内にあるタンドン学校の歴史教師として教鞭を執る傍ら、ヒュン・チュク・クアン（en）の「人民の声」をはじめ多くの革新系新聞にベトナムの社会・経済情勢、国際問題に関する多数の記事を寄稿した。また、自らも地下新聞「Hon Tre Tap Moi」やフランス語新聞「Le Travail」（これにはファム・ヴァン・ドンも参加している）を発行。同じく共産党員であったチュオン・チンと『農民問題』を共著した。
また同時期、ザップが興味を持つようになったのが軍事学・哲学であった。彼は孫子を尊敬し、ナポレオン・ボナパルトのリーダーシップについて研究し、トーマス・エドワード・ロレンスの「知恵の七柱」に感銘を受けた。これは後年、彼の指揮官としての能力を発揮させる大きなきっかけとなった。
1939年に、フランス植民地政府によりインドシナ共産党が禁止され、ザップは中華民国内の中国共産党支配地域に亡命した。ザップの妻と従姉妹は、フランス当局により逮捕され獄死した。1940年にザップはホー・チ・ミンと出会い、間もなく彼の側近の1人となった。1942年11月、カオバンの第一回ベトミン全省代表大会が開催され、他の地区への運動拡大方針が決定されると、ザップはレ・ティエト・フン (Le Thiet Hung) と共に南進の責任者となった。第二次世界大戦下の1944年に、ベトナム解放軍の前身である武装宣伝旅団を組織し、1945年の八月革命時の権力奪取の際、重要な役割を果たした。
1945年4月15日から20日の北圻軍事会議において、各武装勢力をベトナム解放軍に統合すること、全国に7つの戦区を設置することが決定され、北圻軍事委員会が設置されると、同委員に任命された。さらに5月15日、ベトナム解放軍が正式発足すると、最初の司令部をザップ、チャン・ダン・ニン、チュー・ヴァン・タンの3人で構成した。同年8月、インドシナ共産党中央常務委員会（後の政治局）委員に選出。同年9月、ベトナムの独立宣言とともに、臨時政府の内務部長に任命された。
1946年1月1日、ベトミンと他党派による臨時連合政府が成立すると内務部長に留任。1946年3月2日、第1期国会第1回会議において、抗戦連合政府の抗戦委員会主席に選出。11月3日、ホー・チ・ミン内閣の国防大臣に任命された。

### インドシナ戦争
フランスとの戦闘が本格化する1946年11月30日、ザップはベトナム軍総指揮官に任命され、同年12月からの第一次インドシナ戦争において、ゲリラ戦を指揮した。1948年1月20日の政府主席令110号に基づき、同年5月28日、ベトナム軍初の大将に任命。1947年から一時、国防部長職をタ・クァン・ブウ (Tạ Quang Bửu) 次官と交代したが、1948年7月に再び国防部長に任命された。1949年3月、司令部組織の改称に伴い、ベトナム軍総司令官となる。
1951年2月、ベトナム労働党第2回党大会において党組織が再建されると、党中央委員および政治局員に選出され、党内序列第5位となった。
1954年3月から5月まで、56日間戦争のディエンビエンフーの戦いにおいて、フランス軍の裏をかく人海戦術で、名采配を何度となく行い、その結果フランス軍を徹底的に打ち破った。
1955年9月、ファム・ヴァン・ドン内閣の副首相に任命され、国防部長を兼務。1956年10月、党書記局書記を兼務。
1960年9月の第3回党大会において党政治局員に再選出されるが党書記は退任し、党内序列第6位となる。1960年から1963年1月、国家科学委員会主任（閣僚級）も兼務した。
しかしながら、中ソ対立時代が始まり、ベトナムにおいても1963年12月の第3期党中央委員会第9回総会において「現代修正主義」が批判されると、ソ連との結びつきが強いザップの立場は弱まった。ホー・チ・ミンが直接にザップを擁護したため、問題の表面化は阻止されたといわれるが、親ソ派幹部の多くが失脚した。

### ベトナム戦争
ベトナム戦争が始まった時、ザップは引き続きベトナム人民軍総司令官として北ベトナム軍を指揮し、南ベトナム軍とアメリカ軍と対峙して、ベトナムを再統一する大きな原動力となった。

### ベトナム戦争後

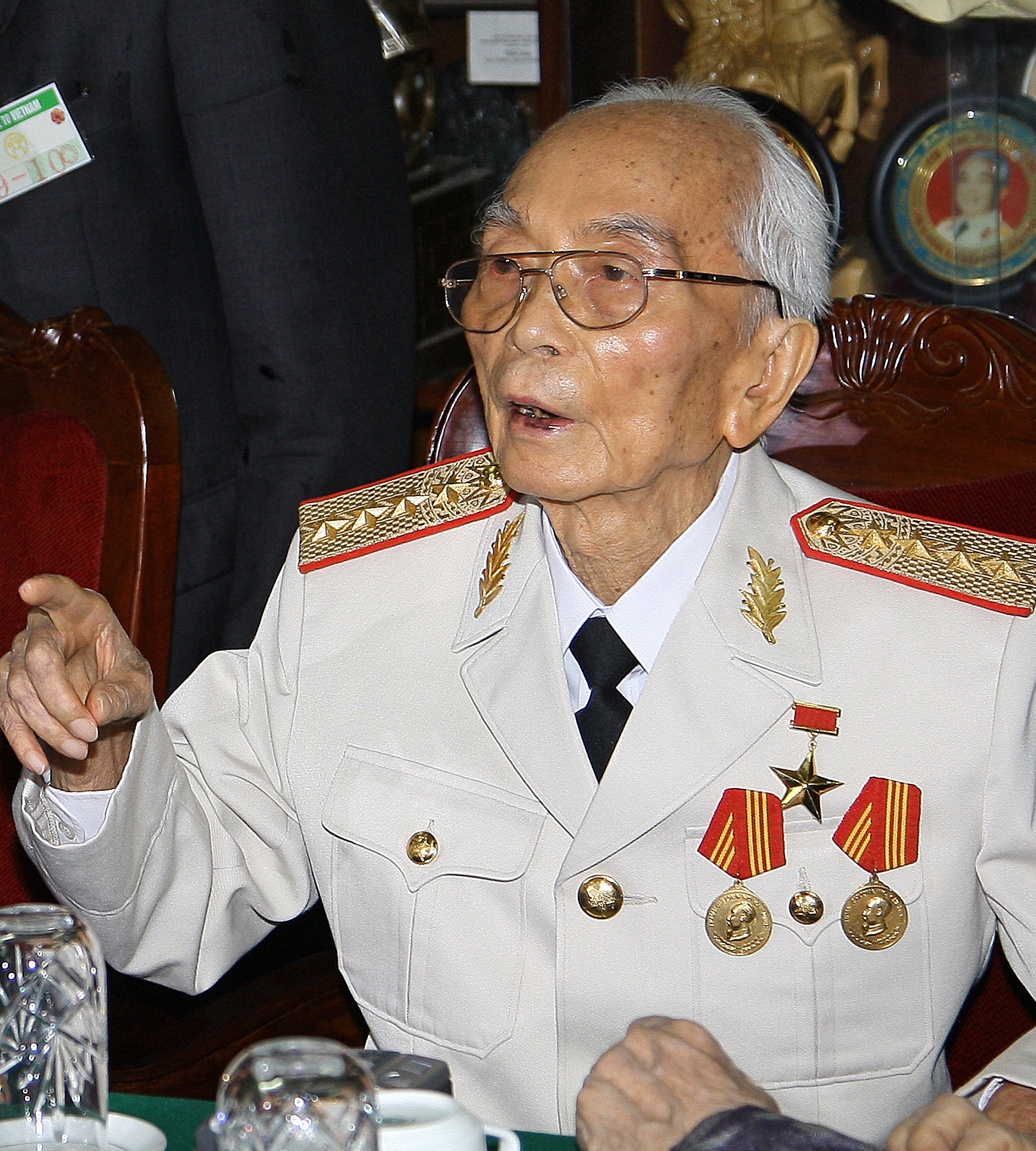
ヴォー・グエン・ザップ（2008年）

1976年の南北ベトナム統一後も、副首相兼国防部長に留任。同年12月の、ベトナム共産党第4回党大会において、政治局員に再選出された。しかし、大会後はヴァン・ティエン・ズン将軍が、実質的に国防部長の役を務めるようになった。
戦争終結後、隣国カンボジアのポル・ポト政権との関係が険悪化する中、1977年9月24日にカンボジア軍が南部タイニン省に越境攻撃を仕掛け、千人近くの死傷者を出す事件が起きた。これを受けて9月30日、ホーチミン市で政治局緊急集会が開かれ、中国による調停の申し出を受け入れると同時に、ザップには和解が失敗した場合の報復処置の計画を練るよう指示が与えられた。12月中旬、5万のベトナム軍がカンボジア国境を越え、1週間で20キロ侵攻した。ザップは当初からごく短期間の侵攻に留める予定でいたが、カンボジア側が紛争を公にしたことで、予定を繰り上げて1月6日に引き揚げを完了させた。
ザップは1978年12月のカンボジアへの全面侵攻には反対したといわれる。しかし同年1月にはレ・チョン・タン副総参謀長とともにカンボジアに隣接する第7軍管区を訪問し、チャン・ヴァン・チャ管区司令官と軍事状況を討議している。さらに1月29日にはラオスにおいてソ連のパヴロフスキー陸軍総司令官と「カンボジア問題」を討議し、軍事侵攻の準備を整えた。1979年の中越戦争では、中華人民共和国との戦闘を1ヶ月で撃退させた。1980年2月7日、大幅な内閣改造が実施されると、国防部長を解任され、副首相の専任となった。1982年3月、第5回党大会において、ベトナム共産党政治局から除籍され、平の中央委員に降格されたが、科学技術発展問題担当副首相のポストは維持した。

### 政界引退
1991年6月、第7回党大会で、ベトナム共産党中央委員会からも除籍され、同年8月に副首相職も解任され、全てのポストから外された。政界引退後も、ベトナム共産党及び人民委員会や国会議員の汚職など、ベトナム政府の腐敗に対して、積極的にベトナム共産党に対する批判を公開書簡で続け、「真の愛国者」「ザップの兄貴」 と呼ばれるなど、特にベトナムの若者の間で、高い人気を誇った。
2011年8月25日に、満100歳の誕生日を迎え、ベトナム国内では記念行事が行われた。足の自由がきかず、ハノイ市の108軍病院で寝たきりの生活を送っているが、全体的な健康状態は悪くないと報じられていた。

### 死去

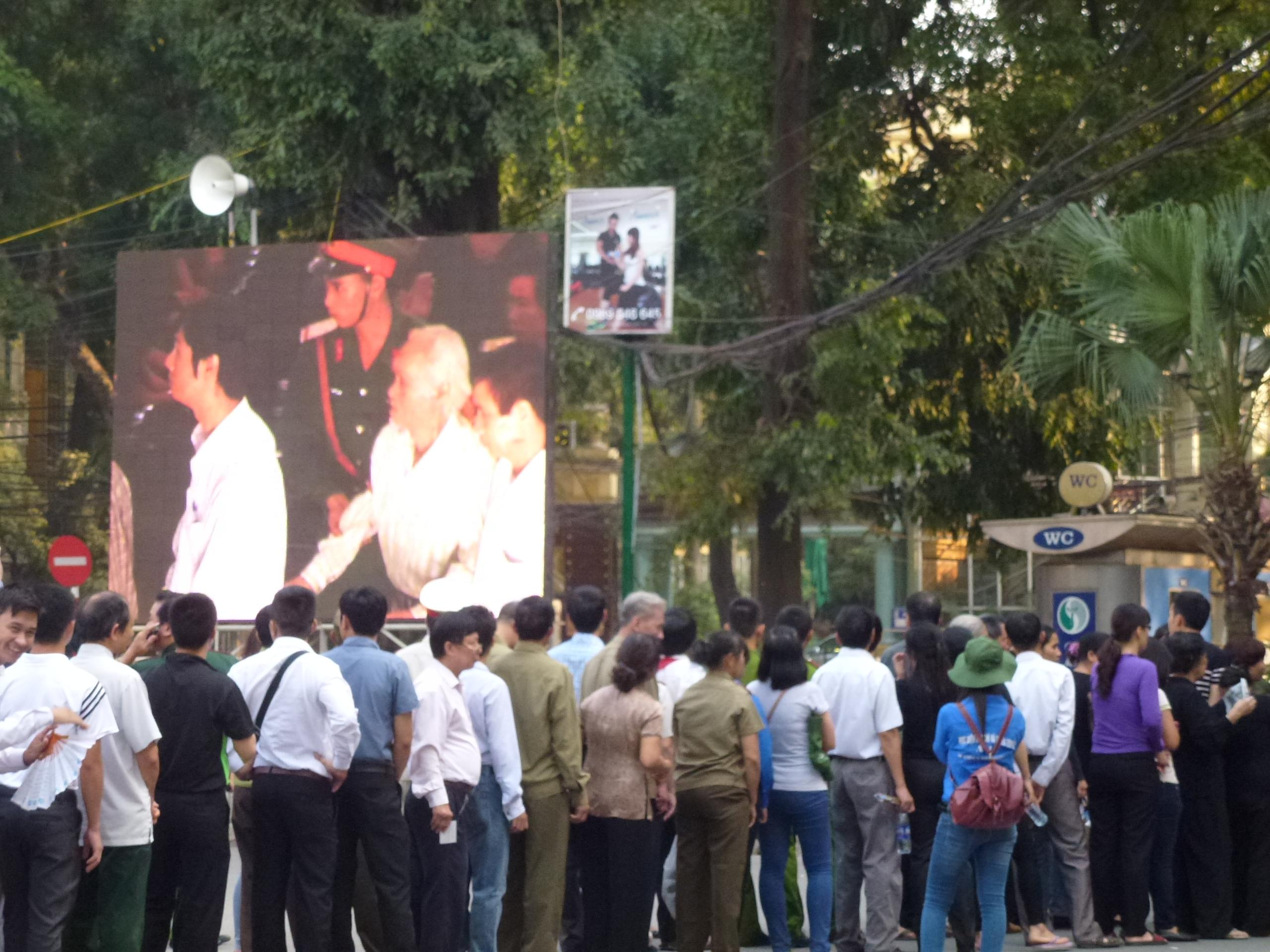
ザップの死を悼むベトナム人民
（2013年10月12日）

2013年10月4日、ベトナム政府広報は、ザップが同日にハノイ市内の108軍病院207号室で死去したと発表した（満102歳没）。ベトナム人民軍関係者の強い後押しもあり、通常は国家主席・首相・国会議長そしてベトナム共産党書記長経験者のみが対象となる、国葬が営まれることとなった。
現地時間10月11日正午から13日正午にかけて、ハノイ市で行われた国葬には、ベトナム政府首脳から一般市民まで、幅広い弔問客が多く訪れた。日本からは在ベトナム特命全権大使の深田博史が国葬に参列している。遺体はベトナム航空の旅客機で空輸し、故郷であるクアンビン省クアンチャック県トゥソン集落に埋葬式が執り行われ、その後埋葬された。

## 人物
- 正式な軍事教育は受けておらず、前述のように教師時代に読んだ孫子、ナポレオン、ロレンスなどの書物や、ゲリラ闘争を通じて独学で軍事知識を身に着けた。そのことから自らを「独学の将軍」と呼び、「藪の軍事学校に通った」と語っていた[58]。
- 趣味は音楽と読書であった。音楽はベートーベンやリストを愛聴し、本は西洋文学を耽読していた。また、自身もピアノを演奏していた[59]。これを習い始めたのは、ベトナム戦争が本格化する直前の1963年からで、多忙にもかかわらず練習を一度も休まず、2年後には『エリーゼのために』を弾きこなすまでに上達した[58]。
- 生前、長寿の秘訣について尋ねられたところ「毎日運動を欠かさず、細かいことでくよくよしないこと」と答えている[60]。
- 情熱的でありながら強い自制心をもつ人柄を評して、友人らから「雪をいただく火山」と渾名をつけられていた。ザップはその生涯において、亡命中に妻を獄死させたフランスへの激しい敵愾心を消すことはできなかったが、政権樹立後の外交では極力それを抑えて振る舞った。フランスのピエール・メスメル首相から、自らが第一次インドシナ戦争に参加して捕虜となった経緯を引き合いにだされ、「お互い様ゆえ、憎しみを捨てよう」と笑顔を向けられた際は、頷きを返しつつも怒りに震える手を必死に抑えていたと伝えられている[61]。

## 著書
- 『人民の戦争・人民の軍隊』